# Мала Салча
Мала́ Салча́ — річка в Молдові, ліва притока річки Велика Салча.
Річка бере початок в селі Сухат Кантемірського району, протікає на південь та південний схід. Протікає також по території Кагульського району, впадає до річки Велика Салча біля села Дерменджи. Русло рівне.
Над річкою розташовані такі села:
- Кантемірський район — Сухат, Шофрановка, Коштангалія;
- Тараклійський район — Бурлаку, Тараклія-де-Салчіє, Тартаул-де-Салчіє, Тудорешти, Лопацика.